# Hanstholm
Hanstholm est une bourgade danoise et un port dépendant de la municipalité de Thisted dans le Jutland du Nord.

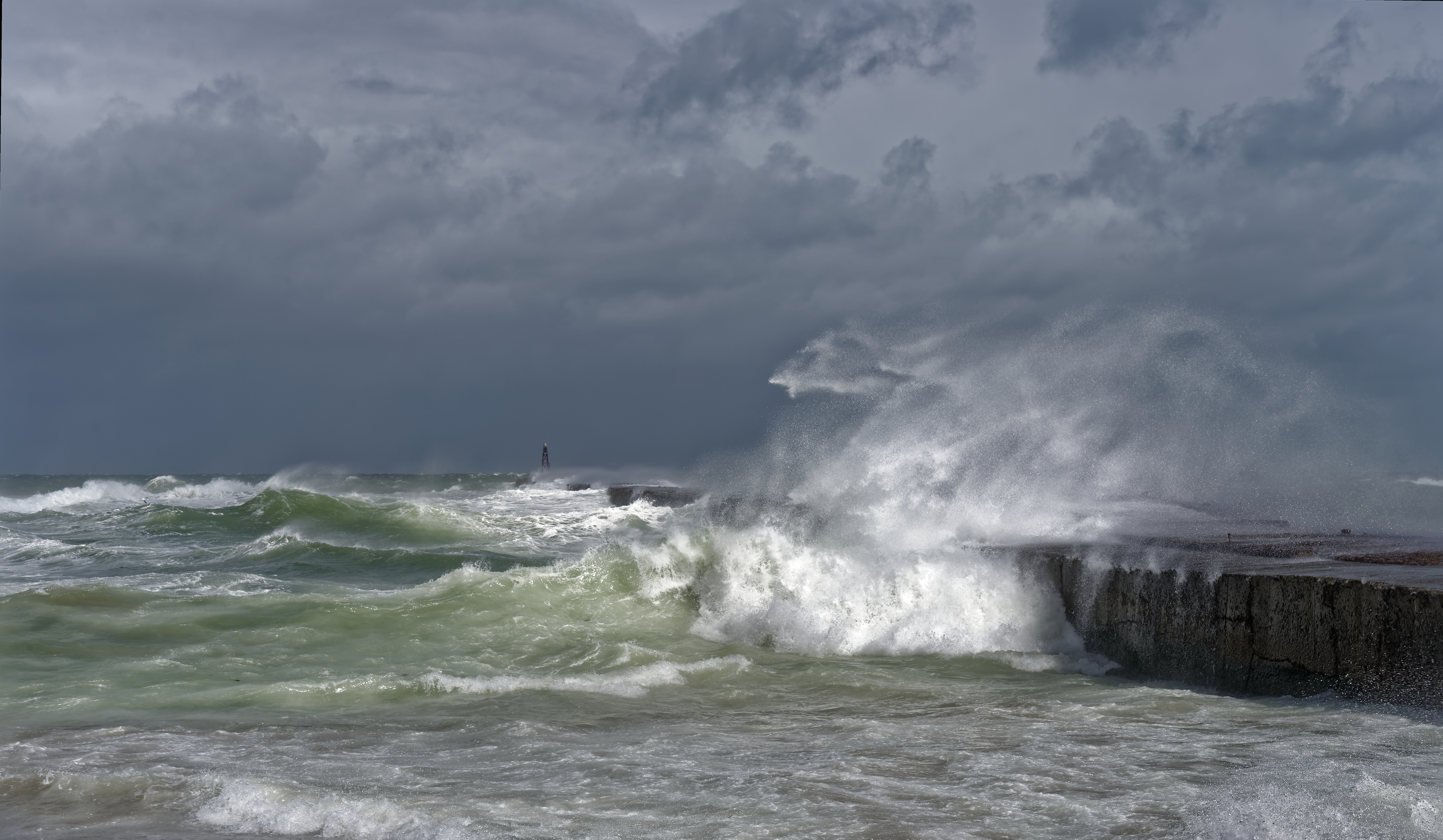
Vent fort à Hanstholm. Août 2016.

## Géographie
La région de Hanstholm était autrefois une île, qui se trouve aujourd'hui réunie au reste du Jutland.
D'Hanstholm partaient des ferries de la compagnie Fjord Line (en) vers la Norvège et de la compagnie Smyril Line (en) vers les Îles Féroé et l'Islande. En 2008-2010, ces lignes ont été transférées vers le port danois de Hirtshals.

## Histoire
Durant la Seconde Guerre mondiale, les Allemands construisirent un ensemble fortifié immense destiné à contrôler l'entrée dans la mer Baltique. Des canons furent également installés à Kristiansand, sur la rive norvégienne.
Le port, qui est l'un des plus importants du Danemark, a été ouvert à la navigation en 1967, mais le projet remonte à 1917.